# Nina Linta Lazarević
Nina Linta Lazarević (serbio cirílico: Nina Linta Lazarević) nacida el 20 de enero de 1976 en Belgrado. Yugoslavia) es una actriz serbia. 

## Filmografía
- 2008: Nije kraj
- 2008: Gorki plodovi, serie TV
- 2009: Zvezda Tri
- 2011: Kako su me ukrali Nemci
- 2014: The November Man
- 2015: Non chiedere perchè (alias L'angelo di Sarajevo)